# Termometr owulacyjny

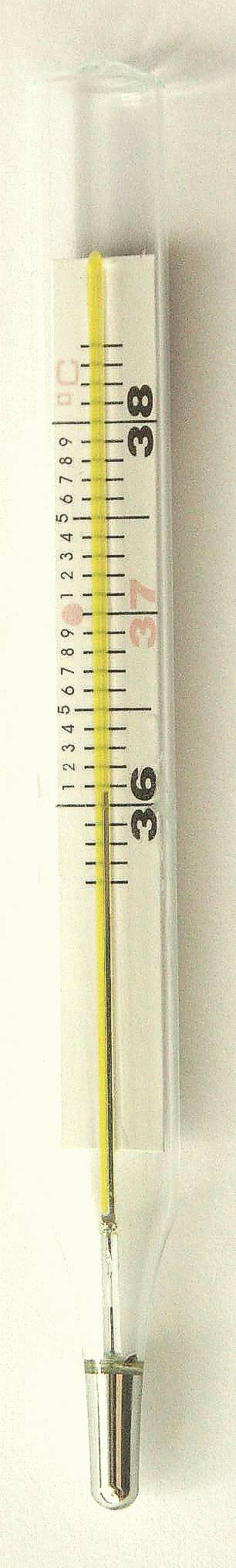
Przykład termometru owulacyjnego

Termometr owulacyjny – termometr do pomiaru temperatury stosowany w naturalnych metodach kontroli płodności (naturalnego planowania rodziny) opartych na analizie temperatury ciała: metodach termicznych i objawowo-termicznych. 
Termometr owulacyjny jest urządzeniem umożliwiającym wykrycie tzw. skoku temperatury, czyli charakterystycznego wzrostu podstawowej temperatury ciała (PTC) o co najmniej 0,2 °C. Najważniejszymi cechami termometru owulacyjnego jest zakres pomiarowy umożliwiający pomiary temperatury ciała ludzkiego oraz wysoka  precyzja pomiarowa rzędu 0,01 °C. Dokładność pomiarowa nie jest istotna w przypadku termometru owulacyjnego, ponieważ skok PTC jest wykrywany poprzez porównanie przebiegu niższych i wyższych temperatur w cyklu miesiączkowym.  
Nazwa termometr owulacyjny pochodzi stąd, że na podstawie przebiegu zmienności podstawowej temperatury ciała kobiety można wnioskować o przybliżonym terminie owulacji, co ma kluczowe znaczenie dla ustalenia początku okresu niepłodnego.
Przykładem termometru owulacyjnego może być specjalny termometr rtęciowy. Od zwykłego termometru lekarskiego różni się bardziej rozciągniętą skalą, dzięki czemu możliwe jest łatwe i pewniejsze odczytywanie temperatury z dokładnością do 0,05 °C. Dla zachowania jednak podobnych wymiarów termometru, skala jest skrócona. Obejmuje przedział od ok. 35,5 °C do około 38,5 °C.
Na rynku dostępne są elektroniczne termometry o parametrach umożliwiających zastosowanie ich jako termometrów owulacyjnych. Możliwość użycia termometrów elektronicznych w naturalnych metodach kontroli płodności (naturalnego planowania rodziny) była badana w Okręgowym Urzędzie Miar w Warszawie. 
Obecnie w naturalnych metodach kontroli płodności są używane z powodzeniem zarówno termometry owulacyjne rtęciowe jak i elektroniczne. 
Część naturalnych metod kontroli płodności odrzuca termometry elektroniczne jako potencjalnie nieprecyzyjne (np. metoda Rötzera). Dlatego odkąd rtęć nie może być stosowana w termometrach w Unii Europejskiej, zaczęto wytwarzać termometry owulacyjne galowo-indowe. 
Doskonalszą współcześnie formą termometru owulacyjnego jest urządzenie medyczne zwane komputerem cyklu, który mierzy podstawową temperaturę ciała z dokładnością do 0,01 °C. Jego skuteczność, potwierdzona badaniami medycznymi, w wyznaczaniu owulacji i dni płodnych wynosi 99,36%.